# 整數數列列表
整數數列是由整數組成的數列，以下只列出較有名的數列：

## 與因式分解有關

### 質數
- 質數：2、3、5、7、11、13、17、19、23、29……（OEIS數列A000040）
- 梅森質數：3、7、31、127、8191、131071、524287、2147483647……（OEIS數列A000668）
- 費馬質數：3、5、17、257、65537（目前只找到5個）（OEIS數列A019434）
- 幸運質數：3、7、13、31、37、43、67、73、79、127……（OEIS數列A031157）
- 孿生質數（前項）：3、5、11、17、29、41、59、71、101、107……（OEIS數列A001359）
- 孿生質數（後項）：5、7、13、19、31、43、61、73、103、109……（OEIS數列A006512）
- 非正規質數：37、59、67、101、103、131、149、157、233、257……（OEIS數列A000928）
- 畢達哥拉斯質數：5、13、17、29、37、41、53、61、73、89……（OEIS數列A002144）
- 陳質數：2、3、5、7、11、13、17、19、23、29、31、37、41、47……（OEIS數列A109611）
- 普羅斯質數：3、5、13、17、41、97、113、193、241、257……（OEIS數列A080076）
- 阶乘素数：2、3、5、7、23、719、5039、39916801、479001599……（OEIS數列A088054）
- 反素数：13、17、31、37、71、73、79、97、107、113……（OEIS數列A006567）
- 强素数：11、17、29、37、41、59、67、71、79、97……（OEIS數列A051634）
- 瓦格斯塔夫質數：3、5、7、11、13、17、19、23、31、43……（OEIS數列A000978）
- 愛森斯坦質數：2、5、11、17、23、29、41、47、53、59……（OEIS數列A003627）
- 安全質數：5、7、11、23、47、59、83、107、167、179……（OEIS數列A005385）
- 索菲熱爾曼質數：2、3、5、11、23、29、41、53、83、89……（OEIS數列A005384）
- 胡道爾質數：7、23、383、32212254719、2833419889721787128217599……（OEIS數列A050918）

### 合數
- 過剩數：12、18、20、24、30、36、40、42、48、54……（OEIS數列A005101）
- 完全數：6、28、496、8128、33550336、8589869056……（OEIS數列A000396）
- 半完全數：6、12、18、20、24、28、30、36、40、42……（OEIS數列A005835）
- 虧數：1、2、3、4、5、7、8、9、10、11……（OEIS數列A005100）
- 半質數：4、6、9、10、14、15、21、22、25、26……（OEIS數列A001358）
- 高合成數：1、2、4、6、12、24、36、48、60、120……（OEIS數列A002182）
  - 高合成數的正因數個數：1、2、3、4、6、8、9、10、12、16……（OEIS數列A002183）
- 相親數（前項）：220、1184、2620、5020、6232、10744、12285、17296……（OEIS數列A002025）
- 相親數（後項）：284、1210、2924、5564、6368、10856、14595、18416……（OEIS數列A002026）
- 楔形數：30、42、66、70、78、102、105、110、114、130……（OEIS數列A007304）
- 歐爾調和數：1、6、28、140、270、496、672、1638、2970、6200……（OEIS數列A001599）
- 魯斯-阿倫數對（1，前項）：5、24、49、77、104、153、369、492、714、1682……（OEIS數列A006145）
- 魯斯-阿倫數對（2，前項）：5、8、15、77、125、714、948、1330、1520、1862……（OEIS數列A039752）
- 無平方數因數的數：1、2、3、5、6、7、10、11、13、14、15、17……（OEIS數列A005117）
- 史密夫數：4、22、27、58、85、94、121、166、202、265……（OEIS數列A006753）

## 與有形數有關
有形數有時會把0當第一項。

### 多邊形數
- 三角形數：1、3、6、10、15、21、28、36、45、55、66、78……（OEIS數列A000217）
- 平方數：1、4、9、16、25、36、49、64、81、100、121、144……（OEIS數列A000290）
- 五邊形數：1、5、12、22、35、51、70、92、117、145、176、210……（OEIS數列A000326）
- 六邊形數：1、6、15、28、45、66、91、120、153、190、231、276……（OEIS數列A000384）
- 七邊形數：1、7、18、34、55、81、112、148、189、235、286、342……（OEIS數列A000566）
- 八邊形數：1、8、21、40、65、96、133、176、225、280、341、408……（OEIS數列A000567）

### 中心多邊形數
- 中心三角形數：1、4、10、19、31、46、64、85、109、136……（OEIS數列A005448）
- 中心正方形數：1、5、13、25、41、61、85、113、145、181……（OEIS數列A001844）
- 中心五邊形數：1、6、16、31、51、76、106、141、181、226……（OEIS數列A005891）
- 中心六邊形數：1、7、19、37、61、91、127、169、217、271……（OEIS數列A003215）
- 中心七邊形數：1、8、22、43、71、106、148、197、253、316……（OEIS數列A069099）
- 中心八邊形數：1、9、25、49、81、121、169、225、289、361……（OEIS數列A016754）

### 其它
- 三角平方數：1、36、1225、41616、1413721、48024900、1631432881……（OEIS數列A001110）
- 普洛尼克數：2、6、12、20、30、42、56、72、90、110、132、156……（OEIS數列A002378）
- 立方數：1、8、27、64、125、216、343、512、729、1000、1331、1728……（OEIS數列A000578）
- 四面體數：1、4、10、20、35、56、84、120、165、220、286、364……（OEIS數列A000292）

## 與斐波那契数列有關
- 斐波那契数列：0、1、1、2、3、5、8、13、21、34……（OEIS數列A000045）
- 巴都萬數列：1、1、1、2、2、3、4、5、7、9……（OEIS數列A000931）
- 佩蘭數列：3、0、2、3、2、5、5、7、10、12……（OEIS數列A001608）
- 盧卡斯數：2、1、3、4、7、11、18、29、47、76……（OEIS數列A000032）

## 與冪有關
- 自戀數：153、370、371、407、165033、221859、336700、336701……（OEIS數列A056733）
- 的士數：2、1729、87539319、6963472309248、48988659276962496……（目前只找到6個）（OEIS數列A011541）
- 士的數：1、91、728、2741256、6017193、1412774811、11302198488……（目前只找到10個）（OEIS數列A047696）
- 快樂數：1、7、10、13、19、23、28、31、32、44……（OEIS數列A007770）
- 卡倫數：1、3、9、25、65、161、385、897、2049、4609……（OEIS數列A002064）
- 胡道爾數：1、7、23、63、159、383、895、2047、4607、10239……（OEIS數列A003261）

## 與階乘有關
- 階乘：1、2、6、24、120、720、5040、40320、362880、3628800……（OEIS數列A000142）
- 雙階乘：1、2、3、8、15、48、105、384、945、3840……（OEIS數列A006882）
- 過階乘：1、4、108、27648、86400000、4031078400000……（OEIS數列A002109）
- 超階乘：1、2、12、288、34560、24883200、125411328000……（OEIS數列A000178）

## 其它
- 外觀數列：1、11、21、1211、111221、312211、13112221、1113213211……（OEIS數列A005150）
- 幸運數：1、3、7、9、13、15、21、25、31、33……（OEIS數列A000959）
- EKG數列：1、2、4、6、3、9、12、8、10、5……（OEIS數列A064413）
- 利克瑞爾數：196、295、394、493、592、689、691、788、790、879……（OEIS數列A023108）
- 明安圖數：1、1、2、5、14、42、132、429、1430、4862……（OEIS數列A000108）
- 哈薩數：1、2、3、4、5、6、7、8、9、10、12、18、20、24……（OEIS數列A005349）
- 自我數：1、3、5、7、9、20、31、42、53、64、75、86……（OEIS數列A003052）
- 幻方常數：0、1、5、15、34、65、111、175、260、369……（OEIS數列A006003）

## 外部連結
- 整數數列線上大全 （页面存档备份，存于）
- OEIS的索引 （页面存档备份，存于）